# Lokysta
Lokysta je řeka v Litvě, v Žemaitsku. Pramení necelý 1 km na sever od města Laukuva. Zpočátku teče směrem severozápadním, po 2,5 km se stáčí na jihozápad a po dalším 1 km na jihovýchod, kříží silnici č. 197 Kryžkalnis - Kaunas ("Stará žemaitská magistrála"), potom se pozvolna stáčí na jihozápad, kříží dálnici A1 Klaipėda - Vilnius, začíná poněkud více mírně meandrovat a stáčí se na jih. U vsi Nevočiai protéká Nevočiajským rybníkem, dále protéká západní částí okresního města Šilalė, kde se kříží se silnicí č. 164 Šilalė - Kvėdarna, stáčí směrem západním, teče podél silnice č. 165 Šilalė - Pajūris - Vainutas, po několika km se od ní ponenáhlu odklání směrem západoseverozápadním, začíná postupně více meandrovat a vlévá se do řeky Jūra u vsi Kirnės jako její levý přítok. Název řeky Lokysta je zmiňován od roku 1394.

## Přítoky

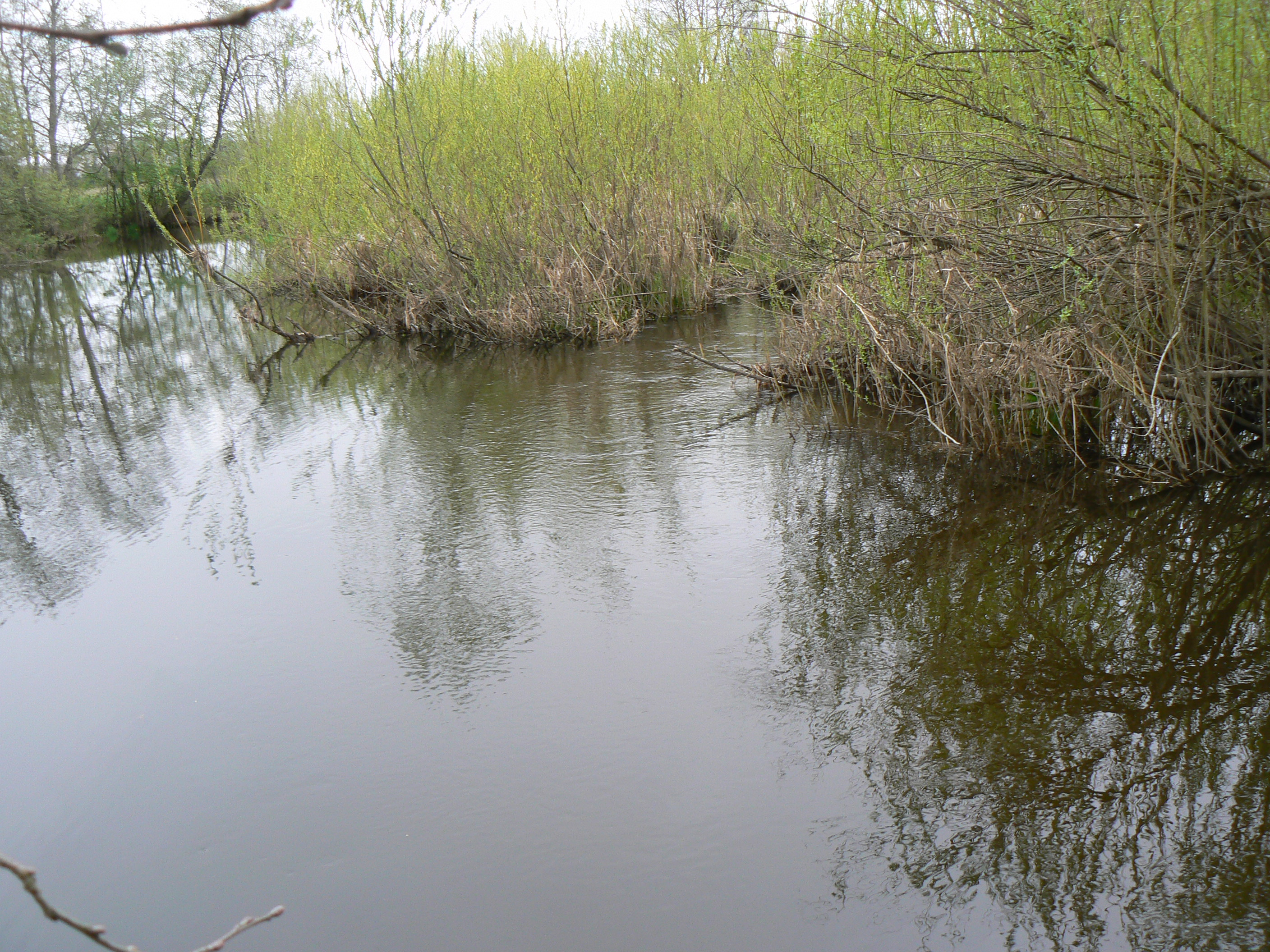
Soutok Ašutisu (vpravo) s Lokystou

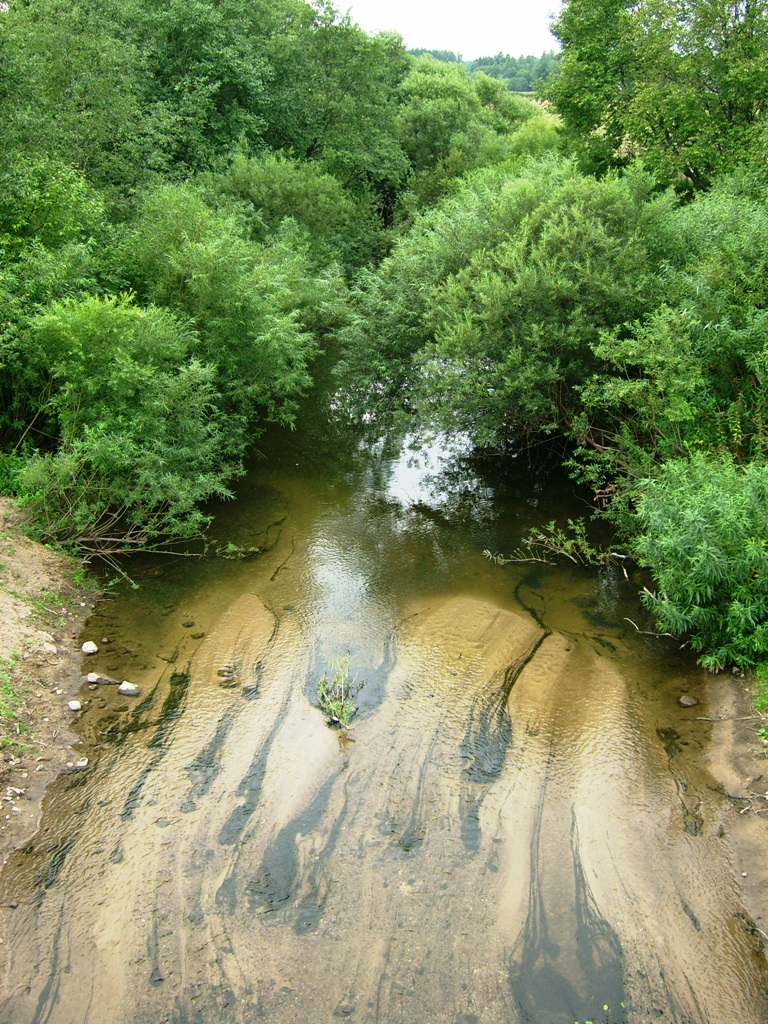
Lokysta u města Šilalė

- Levé:

| Hydrologické pořadí | Řeka      | Délka (km) | Povodí (km²) | Vzdálenost od ústí (km) | Ústí kde | Koordináty ústí |
| ------------------- | --------- | ---------- | ------------ | ----------------------- | -------- | --------------- |
| 16010283            | Virkulė   | 4,7        | 11,7         | 36,0                    |          |                 |
| 16010285            | Vąšupis   | 2,2        | 2,1          | 31,2                    |          |                 |
| 16010286            | L - 1     | 2,1        | 1,8          | 29,9                    |          |                 |
| 16010287            | Lumupis   | 4,8        | 4,7          | 26,9                    |          |                 |
| 16010288            | Dulkupis  | 6,8        | 7,9          | 25,8                    |          |                 |
| 16010291            | Čyžupis   | 3,2        | 4,6          | 22,3                    |          |                 |
| 16010294            | Traukšlys | 6,1        | 9,0          | 15,8                    |          |                 |
| 16010295            | Ašutis    | 10,2       | 30,0         | 14,2                    | Šilalė   |                 |
| 16010298            | Šolys     | 3,2        | 5,4          | 12,0                    |          |                 |

- Pravé:

| Hydrologické pořadí | Řeka     | Délka (km) | Povodí (km²) | Vzdálenost od ústí (km) | Ústí kde | Koordináty ústí |
| ------------------- | -------- | ---------- | ------------ | ----------------------- | -------- | --------------- |
| 16010281            | Ringupis | 2,7        | 7,6          | 41,8                    |          |                 |
| 16010282            | Gestupys | 2,6        | 2,9          | 38,0                    |          |                 |
| 16010289            | Para     | 5,5        | 8,6          | 25,5                    |          |                 |
| 16010292            | Lytis    | 5,5        | 10,8         | 19,2                    |          |                 |